# Vicente de la Fuente y Condón
Vicente de la Fuente y Condón (Calataiud, 29 de gener de 1817 - Madrid, 25 de desembre de 1889) fou un canonista, jurisconsult i historiador aragonès.

## Biografia
Va néixer a Calataiud el 29 de gener de 1817 en el si d'una família de classe mitjana dedicada al comerç.
Va realitzar els seus primers estudis en els escolapis de Daroca i, durant vuit mesos de 1827, als de Saragossa. Posteriorment (de 1828 a 1831) va estudiar Filosofia en el Seminari Conciliar de Tudela. El 12 de juny de 1829 va rebre la primera tonsura i va aconseguir el grau de Batxiller en Filosofia a Saragossa (7 de setembre de 1831); va estudiar altres tres de Teologia en la Universitat d'Alcalá de Henares, on va obtenir el títol de batxiller en Teologia el 26 de juny de 1834. Llavors va passar a estudiar tots dos drets a Madrid i es va doctorar a més en Teologia. Va ser rector del col·legi complutense de Màlaga entre 1838 i 1842, corresponent-li la penosa responsabilitat de tancar la centenària fundació del bisbe Moscoso.
Va ingressar al Col·legi d'Advocats de Madrid en 1844, i aquest mateix any també va ser nomenat professor de ciències eclesiàstiques a San Isidro. Va estudiar a més llengües orientals: hebreu i àrab. Va ser catedràtic en Salamanca i Madrid, i rector de la universitat d'aquesta última ciutat. Va pertànyer a les Acadèmies de la Historia i de Ciències Morals i Polítiques; aquesta última el va nomenar bibliotecari en 1844. El 18 de febrer de 1845 va ser nomenat bibliotecari major interí de la Universitat de Madrid, càrrec que va exercir gratuïtament. El 2 d'octubre de 1848 va ser comissionat per traslladar la biblioteca de la finida Universitat Complutense a la Central de Madrid: en aquesta labor va distribuir, va classificar i va col·locar a l'espai de tres mesos els 20.000 volums que la formaven en l'establiment que es va obrir al carrer de San Bernardo el 10 de gener de 1849.
Al maig de 1852 va ser nomenat catedràtic de dret canònic en la Universitat de Salamanca, ja que va ocupar fins a principis de 1858, en què se li va traslladar a la de Madrid com a professor d'Història eclesiàstica. L'Acadèmia de la Història, de la qual era membre numerari des de 1861, li va designar en 1867 per representar-la en el Congrés Arqueològic d'Anvers. Amb la Restauració d'Alfons XII va ser nomenat rector de la Universitat Central des de 7 d'abril de 1875, any en què va ser rebut en l'Acadèmia de Ciències Morals i Polítiques, fins a la segona quinzena de juny de 1877.

## Obra
Va escriure uns vuitanta llibres, entre ells una Historia de la siempre augusta y fidelísima ciudad de Calatayud (1880-1881); els toms 49 i 50 de la inacabada España sagrada d'Enrique Flórez; una famosa i documentada Historia de las Sociedades Secretas en España (1870-1871); una Historia eclesiástica de España -concebuda com a continuació de l'España Sagrada del pare Flórez- (1855-1859), inicialment en quatre volums i corregida i augmentada a sis (1873-1875); Las Comunidades de Castilla y Aragón bajo el punto de vista geográfico; Expulsión de los jesuitas de España i Historia de las Universidades, seminarios, colegios y demás establecimientos docentes de España, quatre vols. publicats entre 1884 i 1889, entre altres obres de no menor importància; també edità i anotà la Vida i el Libro de las fundaciones de Santa Teresa de Jesús amb la fotocincografia del text original; La Vírgen María y su culto en España en dos toms i Las Quincuagenas de la Nobleza de España del capità Gonzalo Fernández de Oviedo, amb notes.

## Obres

### Llibres i fulletons
- Nuevas noticias acerca de Palacios Rubios, descubrimiento de un libro sobre las Indias y juicio crítico de él.
- Observaciones sobre el protestantismo. (Discurso traducido del francés), Madrid, 1842.
- Doña Juana la Loca, vindicada de la nota de herejía, Madrid, 1849, 43 p.
- y URBINA, J.: Catálogo de los libros manuscritos que se conservan en la Biblioteca de la Universidad de Salamanca y publicado por orden del señor Rector de la misma, Salamanca : Martín y Vázquez, 1855.
- Historia eclesiástica de España o Adiciones a la Historia General de la Iglesia, escrita por Alzog, y publicada por la Librería Religiosa, Barcelona: Imprenta de Pablo Riera, 1855-59, 4 vols.
- Biografía de León de Castro, Madrid, 1860.
- Historia militar, política y económica de las tres Comunidades de Calatayud, Teruel y Daroca. Discurso..., Madrid : Real Academia de Historia, 1861.
- Elogio del Arzobispo D. Rodrigo Jiménez de Rada. Discurso..., Madrid: Real Academia de Historia, 1862.
- El tercer jubileo del Santo Concilio de Trento. Comparación entre el catolicismo y el protestantismo en su estado actual relativamente al dogma y a la disciplina por Don..., Madrid: Tejado. A. Ladueña, 1863.
- La Santa Iglesia de Tarazona en sus estados antiguo y nuevo, [Madrid]: Real Academia de Historia, 1865, (España Sagrada; 49. Tratado; 87)
- La retención de bulas en España, ante la Historia y el Derecho, Madrid, 1865.
- La pluralidad de cultos y sus incovenientes, Madrid, 1865-1866
- Eclesiastical Disciplinae ex Sacro Tridentino Concilio necnon ex Hispanis Synodis conventinibus, Matriti [Madrid], 1866
- Las Hervenciadas de Avila. Contienda histórico-literaria provocada por el Sr. D. ... y sostenida por D. Juan Martín Carramolino sobre la falsedad o verdad del notable suceso que con tal título recuerda la historia de Ávila, Madrid: Imprenta de El Pensamiento Español, 1866.
- La división de poderes. Sobre las relaciones entra la Iglesia y el Estado, Madrid, 1866.
- 1767 y 1867. Coleción de artículos sobre la expulsión de los Jesuitas de España, publicados en la Revista Semanal, Madrid : R. Vicente, 1867, 2 partes; 76-200 p.
- La sopa de los conventos, o sea Tratado de Economía Política en estilo joco-serio acerca de los obstáculos tradicionales en nuestro país, Madrid, 1868.
- La corte de Carlos III, Madrid, 1868
- El protestante protestado. Andres Tunn, Madrid: D.A.P. Dubrull, 1869.
- Doña Juana la Loca, vindicada de la nota de herejía, Madrid, 1870 (4ª ed.).
- La sopa de los conventos, o sea Tratado de Economía Política en estilo joco-serio acerca de los obstáculos tradicionales en nuestro país, México, 1870
- Sancti Anselmi Lucensis epicospivita, a Rangiero succesore suo, ... latino carmina scripta opus hactenus ineditum valdeque desideratum, Matriti [Madrid], 1870
- Historia de las sociedades secretas antiguas y modernas de España, especialmente de la Franc-Masonería, Lugo: Soto Freire, 2 v., 1870-71
- Los Concordatos: Cuestiones de Derecho Público Eclesiástico sobre su revocabilidad, Madrid, 1872.
- Vindicación del opúsculo sobre los Concordatos, Madrid, 1872.
- Historia de la Instrucción Pública en España y Portugal, Madrid: M. Rivadenayra, 1873, 33 p.
- Historia Eclesiástica de España, Madrid: Compañía de Impresores y Libreros del Reino, 1873-1875 (2ª ed. correg. y aum.), 6 v.
- La enseñanza tomística en España. Noticia de las Universidades, Colegios y Acedemias tomistas, con las fundaciones de ellas, Madrid, 1874.
- Historia de las sociedades secretas antiguas y modernas en España, especialmente de la Franc-Masonería, Madrid-Lugo: Imp. a cargo de D.R.P. Infante, 1874- 81, 2 v.
- De la separación de la Iglesia y el Estado. Discurso..., Madrid : Real Academia de Ciencias Morales y Políticas, 1875, 107 p.
- Cartas de Vicente de la Fuente a José Mª Quadrado Palma: Miguel Durán Pastor, 1981.

### En obres col·lectives
- "Contestación...", en Discursos leídos ante la Real Academia de la Historia en la recepción pública de... Francisco Codera Zaidin…, Madrid, 1879
- "Del elogio fúnebre de D. Santiago de Masarnau, (fragmento)", en Colección de trozos, Madrid: Sucesores de Ribadeneyra, 1911

### Articles
- "Los señoríos de Aragón", Revista Hispanoamericana, VIII.
- "Las vaquillas de San Roque", Semanario Pintoresco Español, Madrid, 1840
- "El salmón de Alagón", Semanario Pintoresco Español, Madrid, 1842
- "El Conde de Campomanes", Semanario Pintoresco Español, Madrid, 1842
- "Palacios Rubio. Su importancia política, jurídica y literaria", Revista de Legislación y Jurisprudencia, Madrid : Reus, 1869
- "El báculo de don Pedro Martínez de Luna", Revista de Archivos, Bibliotecas y Museos, VII, Madrid, 1877
- "Las Comunidades de Castilla y Aragón bajo el punto de vista geográfico", Boletín de la Sociedad Geográfica de Madrid, 3, Madrid, 1880
- "Las primeras cortes de Aragón", Revista de Historia, III, Madrid, 1881
- "Los preludios en la Unión en tiempo de D. Jaime I el Conquistador", Revista Hispanoamericana, IX, 1882
- "Nocia histórica de la Academia", Memorias de la Real Academia de Ciencias Morales y Políticas, Madrid, 1884
- "Las tres Comunidades de Aragón", Estudios Críticos, II, 1885
- "La Cruz patriarcal o de doble travesía y su antigüedad y uso en España", Boletín de la Real Academia de Historia, 9, Madrid, 1886
- "Mosaico romano de Belmente", Boletín de la Real Academia de Historia, IV, Madrid, 1889
- "Rosmini y sus obras", Memorias de la Real Academia de Ciencias Morales y Políticas, Madrid, 1889
- "Constitución política de Aragón en el año 1300", Memorias de la Real Academia de Ciencias Morales y Políticas, VII, Madrid, [s.a. 1893?]
- "Archivos de Tarazona, Veruela, Alfaro, Tudela, Calatayud y Borja", Boletín de la Real Academia de Historia, 24, Madrid, 1894